# Juliusz Turowicz
Juliusz Turowicz (ur. 18 sierpnia 1906, zm. 1 marca 1995) – polski ksiądz katolicki, profesor Papieskiej Akademii Teologicznej w Krakowie, doktor teologii.
Był drugim synem Augusta Turowicza, sędziego, radcy prawnego „Ilustrowanego Kuriera Codziennego”, działacza Akcji Katolickiej oraz Klotyldy z domu Turnau, bratem Jerzego i Andrzeja.
Pochowany na Cmentarzu Rakowickim w Krakowie.